# Columna de l'Infinit
La Columna de l'Infinit (el seu nom original és Columna sense fi, en romanès, Coloana fără sfârşit o Coloana infinitului) és una escultura creada per l'escultor romanès Constantin Brâncuşi i inaugurada a la ciutat de Târgu Jiu (Romania) el 27 d'octubre del 1938. La columna va ser concebuda com un tribut als joves romanesos morts en la Primera Guerra Mundial, i és una estilització dels pilars funeraris usats al sud de Romania. El monument fa una mida de 29,33 metres d'alçada.
La columna forma part del Conjunt Monumental de Târgu Jiu, disposat en línia recta al llarg de 1.275 metres, al qual també pertanyen les obres la Taula del silenci (Massa tăcerii) i la Porta del petó (Poarta sărutului).
Al llarg de la dècada dels anys cinquanta, el govern comunista romanès va considerar l'art de Brâncuşi un clar exemple d'escultura burgesa i va planejar la seva demolició, però el pla mai no va ser executat. Va ser restaurada entre els anys 1998 i 2000.